# Gelis avarus
Gelis avarus är en stekelart som först beskrevs av Forster 1850.  Gelis avarus ingår i släktet Gelis och familjen brokparasitsteklar. Arten är reproducerande i Sverige. Inga underarter finns listade i Catalogue of Life.